# Platinahexafluorid
Platinahexafluorid är en kemisk förening med formeln PtF6. Föreningen är ett av det starkaste oxidationsmedlen, kapabelt att oxidera xenon och syrgas (O2).